# Taysom Hill
Taysom Shawn Hill (* 23. August 1990 in Pocatello, Idaho) ist ein US-amerikanischer American-Football-Spieler in der National Football League (NFL). Er spielt für die New Orleans Saints als Quarterback und wird oft auf verschiedenen Positionen in der Offense und in den Special Teams eingesetzt. Zuvor stand er bereits kurzzeitig bei den Green Bay Packers unter Vertrag.

## Leben
Hill wurde in Pocatello, Idaho, geboren und wuchs dort auf. Er übte an der Highland High School Fußball, Basketball und Leichtathletik aus und erlangte 2009 seinen Abschluss. Als Senior warf er Pässe für 2.269 Yards und 18 Touchdowns und lief für weitere 1.491 Yards und 24 Touchdowns, wobei er mit dem All-Idaho-Spieler des Jahres, dem Gatorade-High-School-Spieler des Jahres, der Team-All-State-Auswahl und All-State ausgezeichnet wurde.
In der Leichtathletik trat Hill in den 200 Metern und im Weitsprung an. Als Student im zweiten Jahr verzeichnete er bei einem regionalen Wettkampf eine persönliche Bestzeit von 22,5 Sekunden auf der 200 m Distanz und erreichte damit den dritten Platz. Ferner lief er als vierter Läufer im 4 × 200 m Staffelteam, mit dem er mit einer Zeit von 1:31,41 s den ersten Platz erreichte. Als Senior gewann er das Weitsprung-Event beim 5A Regional Meet 2009 mit einer Weite von 6,85 m (22 ft 5 11⁄16 in).

## College
Als Hill 2009 die High School verließ, hatte er mehrere Angebote von Colleges im Westen, darunter der University of Arizona, der Boise State University, der Oregon State University, der Washington State University, der University of Utah, der Stanford University und der Brigham Young University (BYU).
Hill wurde von Head Coach Jim Harbaugh stark umworben und hatte sich ursprünglich nach dem Highschool-Abschluss für Stanford entschieden. Im Anschluss an seinen Dienst als Missionar der Kirche Jesu Christi der Heiligen der Letzten Tage, schrieb er sich im Januar bei der BYU ein, nachdem er erfahren hatte, dass Stanford Neulingen erst im Juni erlaubte, dem Team beizutreten.
In seiner ersten Saison 2012 war er dritter Quarterback der Cougars. Er wurde vor allem in speziellen Spielzügen eingesetzt, die seine Athletik in Situationen mit geringer Reichweite optimal einsetzten. In seinem allerersten Spiel im College warf er beim Auftaktspiel einen 18-Yard-Touchdown-Pass gegen die Washington State Cougars. Hill spielte 2012 in sechs Spielen und startete in zwei Spielen, die er beide gewann. In der Mitte der Saison zog er sich beim Sieg gegen die Utah State Aggies eine Knieverletzung zu.
Zum Start der Saison 2013 wurde Hill wieder regelmäßig eingesetzt. Nach einer 16:19-Niederlage beim Saisonauftakt in Virginia erholte er sich in der folgenden Woche gegen Texas Longhorns mit 259 Yards im Laufspiel und drei Touchdowns bei einem 40:21-Sieg. Am 3. Oktober erlitt Hill einen Beinbruch gegen die Utah State Aggies. Damit konnte er in der Saison 2014 nicht mehr spielen. BYU verlor zusätzlich das erste Spiel der Saison in dieser Nacht.
Zu Beginn der Saison 2015 traf Hill erneut eine Verletzung, als er beim Auftaktspiel gegen Nebraska am 5. September einen Bruch im Fuß (Lisfranc injury) erlitt. Nach dem Spiel kündigte Head Coach Bronco Mendenhall an, dass die Verletzung Hill den Rest der Saison kosten würde.
Infolgedessen erhielt Hill ein medizinisches Redshirt für 2015, wodurch er 2016 für eine letzte Saison zurückkehren konnte. Am 23. August wurde Hill zum Startquarterback vor Sophomor Tanner Mangum ernannt, der nach Hills Verletzung im Jahr 2015 gestartet war. Hill änderte seine Trikotnummer von der Nummer 4 auf die 7, die sein verstorbener, älterer Bruder Dexter getragen hatte.
Ende 2016 erlitt Hill eine vierte saisonbeendende Verletzung, als er gegen Utah State am 26. November im vierten Quartal eine Ellenbogen-Überstreckung erlitt und die Saison beenden musste.
Zwischen 2012 und 2016 lief er in 37 Partien auf, wobei er Pässe für 6929 Yards und 43 Touchdowns warf, sowie selbst 32 Touchdowns erlief.

## NFL

### Green Bay Packers
Hill fand beim NFL Draft 2017 keine Berücksichtigung, vor allem weil seine Collegekarriere von mehreren schweren Verletzungen überschattet war und es so zweifelhaft schien, ob er einer Profikarriere gesundheitlich überhaupt gewachsen war. Er wurde aber danach dennoch von den Green Bay Packers als Free Agent unter Vertrag genommen. Er absolvierte die gesamte Vorbereitung und kam in allen Spielen der Preseason zum Einsatz, wurde aber dennoch knapp vor Beginn der Regular Season entlassen.

### New Orleans Saints
Nur einen Tag später verpflichteten ihn die New Orleans Saints und ernannten ihn zu ihrem dritten Quarterback. Gegen Ende der Spielzeit 2017 kam Hill in den Special Teams zum Einsatz, wobei er mit Defensivaufgaben betraut wurde.
Seit 2018 wurde er vermehrt gemeinsam mit Drew Brees eingesetzt. So waren zwei nominelle Quarterbacks gleichzeitig auf dem Feld, wodurch die Offense für die Gegner schwerer auszurechnen war. Hill wurde dabei als Passgeber, Vorblocker oder auch als Runningback eingesetzt. Außerdem fungierte er auch als Kick Returner und war als Ersatz-Holder vorgesehen, sollte Thomas Morstead ausfallen. Diese Vielseitigkeit brachte ihm in den Medien den Spitznamen Swiss Army Knife (Schweizer Taschenmesser) ein.
In der Spielzeit 2019 wurde Hill auf insgesamt zehn verschiedenen Positionen aufgeboten, vor allem in den unterschiedlichen Special Team Units und vermehrt als Tight End. Besonders eindrucksvoll war dabei seine Leistung im Spiel gegen die Atlanta Falcons, in dem er einen Punt blocken, einen Touchdown erlaufen und einen weiteren fangen konnte.
Am 27. April 2020 unterschrieb er einen Zweijahresvertrag über 21 Millionen US-Dollar, 8 Millionen davon waren garantiert. In die Saison ging er als der Backup von Drew Brees. Allerdings konkurrierte er mit Jameis Winston, der von den Tampa Bay Buccaneers kam, um die Rolle des primären Ersatzquarterbacks. Nachdem sich Brees in Woche 10 verletzt hatte und auf die Injured Reserve List gesetzt worden war, startete er unerwartet gegen die Atlanta Falcons in Woche 11. Hill brachte in diesem Spiel 18 von 23 Pässen für 233 Yards an ihr Ziel und erlief 51 Yards sowie zwei Touchdowns. Die Saints gewannen das Spiel mit 24:9.

### Statistiken
| Jahr                               | Team  | Spiele | Passing | Passing | Passing | Passing | Passing | Passing | Passing | Rushing | Rushing | Rushing | Rushing | Rushing | Receiving | Receiving | Receiving | Receiving | Receiving | Kick Return | Kick Return | Kick Return | Kick Return | Kick Return | Special Teams    | Special Teams | Special Teams | Special Teams | Fumbles | Fumbles | Fumbles | Fumbles |
| Jahr                               | Team  | Spiele | Comp    | Att     | Yds     | Pct     | TD      | INT     | Rate    | Att     | Yds     | Avg     | Lng     | TD      | Rec       | Yds       | Avg       | Lng       | TD        | KR          | Yds         | Avg         | Lng         | TD          | Combined Tackles | Solo Tackles  | Ast Tackles   | Blocked Punts | Fum     | Lost    | FF      | FR      |
| ---------------------------------- | ----- | ------ | ------- | ------- | ------- | ------- | ------- | ------- | ------- | ------- | ------- | ------- | ------- | ------- | --------- | --------- | --------- | --------- | --------- | ----------- | ----------- | ----------- | ----------- | ----------- | ---------------- | ------------- | ------------- | ------------- | ------- | ------- | ------- | ------- |
| 2017                               | NO    | 5      | –       | –       | –       | –       | –       | –       | –       | –       | –       | –       | –       | –       | –         | –         | –         | –         | –         | –           | –           | –           | –           | –           | 4                | 4             | 0             | 0             | –       | –       | 0       | 0       |
| 2018                               | NO    | 16     | 3       | 7       | 64      | 42,9    | 0       | 1       | 36,3    | 37      | 196     | 5,3     | 35      | 2       | 3         | 4         | 1,3       | 5         | 0         | 14          | 348         | 24,9        | 47          | 0           | 6                | 4             | 2             | 1             | 1       | 1       | 0       | 0       |
| 2019                               | NO    | 16     | 3       | 6       | 55      | 50,0    | 0       | 0       | 81,9    | 27      | 156     | 5,8     | 30      | 1       | 19        | 234       | 12,3      | 45        | 6         | 1           | 12          | 12          | 12          | 0           | 3                | 2             | 1             | 1             | 0       | 0       | 0       | 0       |
| 2020                               | NO    | 16     | 88      | 121     | 928     | 72,7    | 4       | 2       | 98,8    | 87      | 457     | 5,3     | 43      | 8       | 8         | 98        | 12,3      | 21        | 1         | –           | –           | –           | –           | –           | 0                | 0             | 0             | 0             | 10      | 5       | 0       | 3       |
| 2021                               | NO    | 12     | 78      | 134     | 978     | 58,2    | 4       | 5       | 75,4    | 70      | 374     | 5,3     | 44      | 5       | 4         | 52        | 13,0      | 15        | 0         | –           | –           | –           | –           | –           | 1                | 0             | 1             | 0             | 2       | 0       | 0       | 2       |
| 2022                               | NO    | 16     | 13      | 19      | 240     | 68,4    | 2       | 0       | 146,3   | 96      | 575     | 6,0     | 60      | 7       | 9         | 77        | 8,6       | 30        | 2         | 3           | 69          | 23          | 26          | 0           | 0                | 0             | 0             | 0             | 2       | 0       | 0       | 2       |
| 2023                               | NO    | 16     | 6       | 11      | 83      | 54,5    | 1       | 0       | 109,3   | 81      | 401     | 5,0     | 27      | 4       | 33        | 291       | 8,8       | 36        | 2         | 1           | 18          | 18          | 18          | 0           | 2                | 2             | 0             | 0             | 1       | 1       | 0       | 0       |
| 2024                               | NO    | 8      | 2       | 4       | 21      | 50,0    | 0       | 1       | 26,0    | 39      | 238     | 7,1     | 75      | 6       | 23        | 187       | 8,1       | 34        | 0         | 1           | 42          | 42          | 42          | 0           | 1                | 1             | 0             | 0             | 1       | 1       | 1       | 0       |
| Total                              | Total | 105    | 193     | 302     | 2369    | 63,9    | 11      | 9       | 87,7    | 437     | 2437    | 5,6     | 75      | 33      | 99        | 943       | 9,5       | 45        | 11        | 19          | 447         | 23,5        | 47          | 0           | 17               | 13            | 4             | 2             | 17      | 8       | 1       | 7       |
| Quelle: pro-football-reference.com |       |        |         |         |         |         |         |         |         |         |         |         |         |         |           |           |           |           |           |             |             |             |             |             |                  |               |               |               |         |         |         |         |